# Új Hatalom Párt
Az Új Hatalom Párt (egyszerűsített kínai: 时代力量, hagyományos kínai: 時代力量, pinjin: Shídài Lìliàng; rövidítése: NPP) progresszív nézeteket valló tajvani párt, mely Tajvan függetlenségét szorgalmazza. 2015. január 25-én jött létre. 

## Politikai nézetei

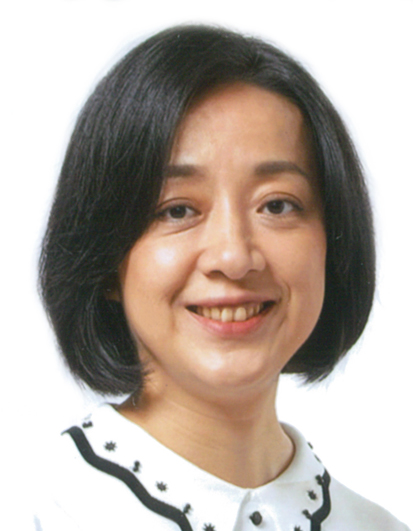
Wáng Wǎnyù (Cài Yīngwén), a párt elnöke

A párt hivatalosan a függetlenséget támogatja. A párt támogatottságának nagy százalékát a fiatalok adják.